# Joseph-Xavier de Hornstein
Joseph-Xavier de Hornstein (n. 9 martie 1840, Fontenais⁠(d), Cantonul Jura, Elveția – d. 5 iunie 1905, București, România) a fost episcop romano-catolic al Arhidiecezei de București.
Papa Leon al XIII-lea l-a numit arhiepiscop romano-catolic de București în data de 31 martie 1896, în condițiile în care arhiepiscopul Otto Zardetti, tot elvețian, nu rezistase la București decât un an.

## Legături externe
- „Joseph-Xavier de Hornstein”. Catholic-Hierarchy.org. David M. Cheney. Accesat în 11 aprilie 2018.
- Victor Conzemius: despre Hornstein, Joseph-Xavier în Lexiconul de istorie al Elveției